# Rallye Monte-Carlo 1977
Le Rallye Monte-Carlo 1977 (45e Rallye Monte-Carlo), disputé du 22 au 28 janvier 1977, est la quarante-deuxième manche du championnat du monde des rallyes (WRC) courue depuis 1973, et la première manche du championnat du monde des rallyes 1977. C'est également la première des vingt épreuves de la Coupe FIA 1977 des pilotes de rallye, nouvellement créée.

## Contexte avant la course

### Le championnat du monde

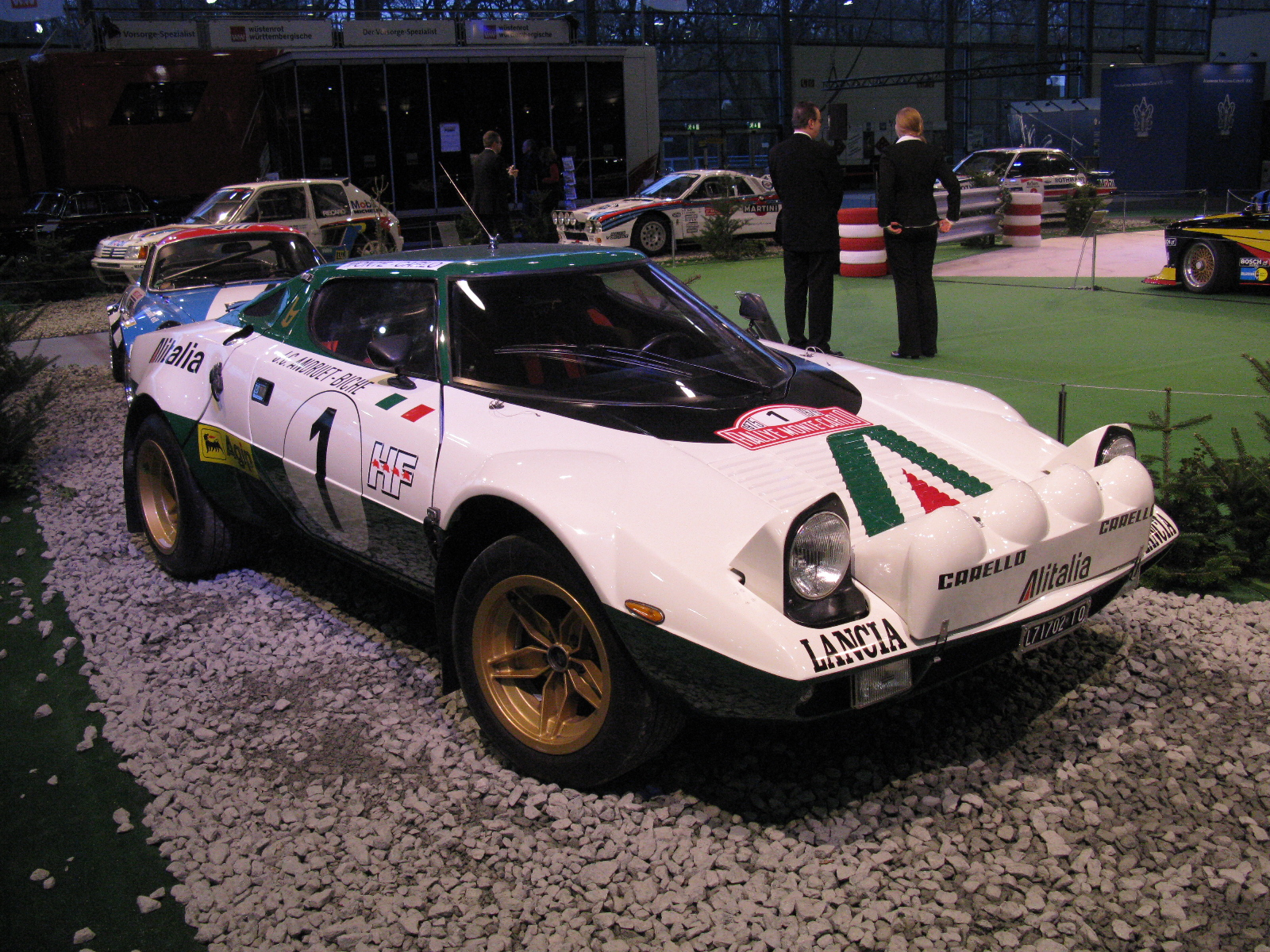
La Lancia Stratos HF a apporté à son constructeur trois titres successifs : 1974, 1975 et 1976.

Onze épreuves internationales sont inscrites au calendrier du championnat mondial des rallyes pour marques, créé en 1973 et ayant succédé au championnat international des marques. Ces épreuves sont réservées aux voitures des catégories suivantes :
- Groupe 1 : voitures de tourisme de série
- Groupe 2 : voitures de tourisme spéciales
- Groupe 3 : voitures de grand tourisme de série
- Groupe 4 : voitures de grand tourisme spéciales

Championne du monde en titre, la Scuderia Lancia a réduit son programme 1977, se limitant aux épreuves les plus prestigieuses (dont le rallye Monte-Carlo). Au sein du groupe Fiat, ce sont désormais les 131 Abarth qui vont désormais tenter de conquérir le titre mondial. Elles auront pour principales concurrentes les Ford Escort (Ford ne participant toutefois pas à l'intégralité des épreuves) et les Kadett GT/E, très performantes mais manquant encore de fiabilité dans leur version groupe 4.

#### Coupe FIA des pilotes
Pour la saison 1977, la FIA a également instauré une Coupe des pilotes, prenant en compte les résultats des onze manches mondiales ainsi que ceux de cinq rallyes du championnat d'Europe et de quatre autres épreuves internationales.

### L'épreuve

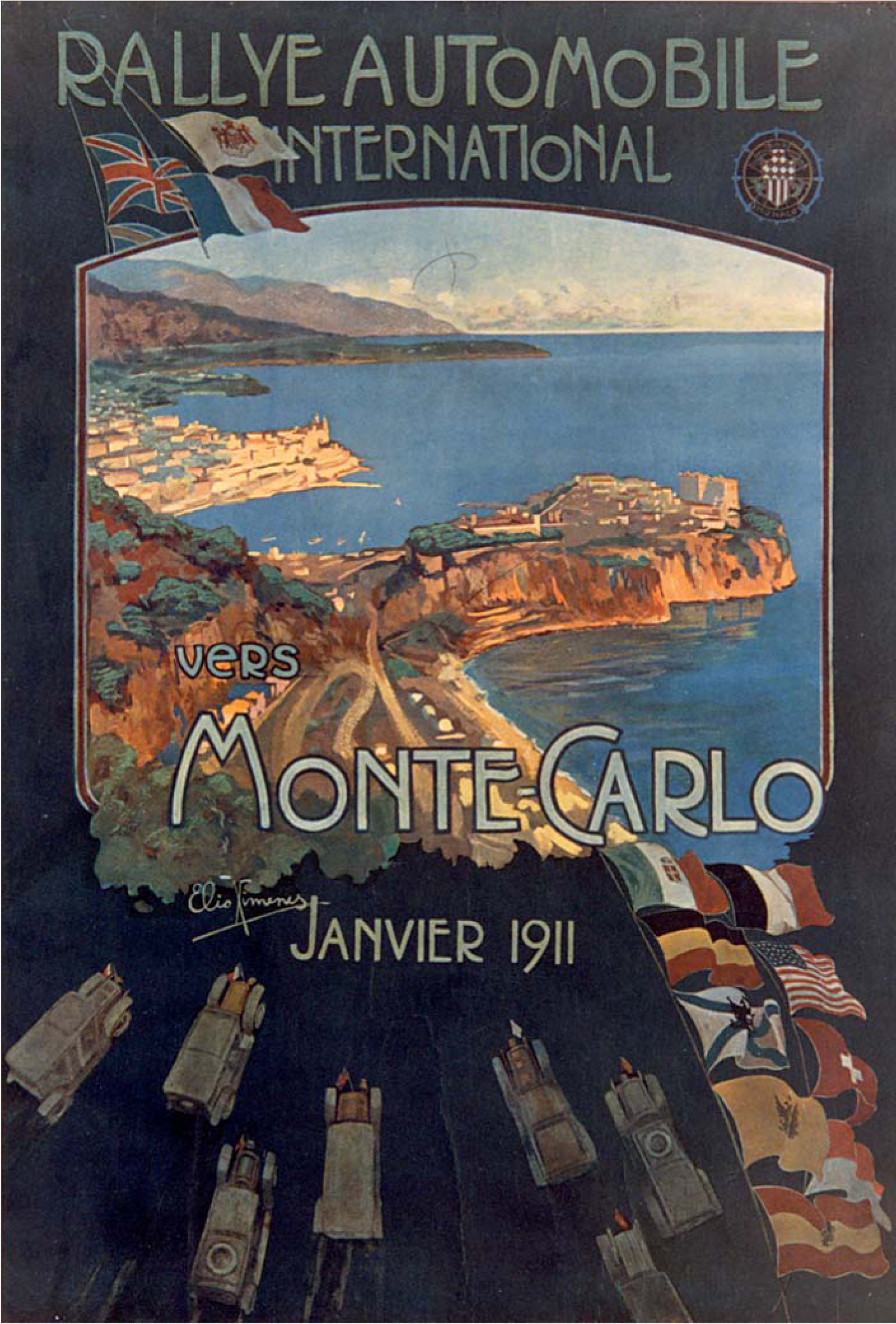
La première édition du rallye Monte-Carlo eut lieu en 1911

Le Rallye Monte-Carlo, une des plus anciennes épreuves routières, fut créé en 1911, tout d'abord sur le modèle d'un parcours touristique, avant de devenir une manifestation sportive, basée sur la régularité. À partir du début des années 60, l'imposition de moyennes élevées donne un caractère beaucoup plus sélectif à ce rallye, qui devient en 1968 une véritable épreuve de vitesse avec l'introduction des secteurs chronométrés. Le 'Monte-Carlo' est l'un des derniers rallyes à proposer un choix varié d'itinéraires pour son parcours de concentration précédant les étapes de classement, les équipages ayant le choix entre dix villes de départ. L'alternance de portions sèches, humides, verglacées ou enneigées constitue la principale difficulté de cette longue épreuve hivernale, qui nécessite une préparation soignée, une reconnaissance précise du parcours et des choix de pneus judicieux. Vainqueur en 1972, 1975 et 1976 sur Lancia, le pilote italien Sandro Munari est le grand favori de l'épreuve.

## Le parcours
- départ : 22 janvier 1977 (choix entre huit villes de départ)
- arrivée : 28 janvier 1977 à Monaco
- distance : de 4 941 km à 5 367 km (selon ville de départ), dont 506 km sur 26 épreuves spéciales (27 épreuves initialement prévues, pour un total de 541 km chronométrés)
- surface : asphalte (conditions hivernales)
- Parcours divisé en quatre étapes : parcours de concentration, parcours de classement, parcours commun et parcours final[3]

### Parcours de concentration
- huit parcours possibles, de 2193 à 2619 km, du 22 au 24 janvier :

1. Itinéraire d'Almería (2243 km) : Almería - Linares - Tolède - Saragosse - Andorre-la-Vieille - Perpignan - Avignon - Gap
2. Itinéraire de Copenhague (2311 km) : Copenhague - Hambourg - Hanovre - Munich - Innsbruck - Crémone - Pignerol - Gap
3. Itinéraire de Francfort (2243 km) : Francfort - Thionville - Cambrai - Reims - Saint-Dié- Morteau - Saint-Claude - La Mure - Gap
4. Itinéraire de Lisbonne (2207 km) : Lisbonne - Badajoz - Tolède - Saragosse - Andorre-la-Vieille - Perpignan - Avignon - Gap
5. Itinéraire de Monte-Carlo (2617 km) : Monte-Carlo - Digne - Avignon - Figeac - Angoulême - Moulins - Saint-Claude - La Mure - Gap
6. Itinéraire de Paris (2619 km) : Paris - Rouen - Alençon - Bourges - Troyes - Reims - Saint-Dié- Morteau - Saint-Claude - La Mure - Gap
7. Itinéraire de Rome (2277 km) : Rome - Bénévent - Pescina - L'Aquila - Saint-Marin - Ferrara - Crémone - Pignerol - Gap
8. Itinéraire de Varsovie (2318 km) : Varsovie - Wrocław - Brno - Linz - Innsbruck - Crémone - Pignerol - Gap

- Note : dix itinéraires étaient initialement prévus, mais ceux de Londres et de Thessalonique ont été annulés.

### Parcours de classement
- Gap - Sisteron - Barrême - Entrevaux - Roquestéron - Monaco, 370 km, le 24 janvier
- 2 épreuves spéciales, 30 km (3 épreuves initialement prévues, pour un total de 65 km)

### Parcours commun
- Monaco - Gap - Vals-les-Bains - Digne - Monaco, 1700 km, du 25 au 26 janvier
- 15 épreuves spéciales, 305 km

### Parcours final
- Monaco - Monaco (2 boucles), 678 km, du 27 au 28 janvier
- 9 épreuves spéciales, 171 km

## Les forces en présence
- Lancia

La Scuderia Lancia a engagé deux Stratos HF groupe 4 pour Sandro Munari et Raffaele Pinto. Ces voitures de 930 kg sont équipées d'un moteur V6 24 soupapes de 2400 cm3, alimenté par trois carburateurs double-corps, développant plus de 270 chevaux. L'importateur français de la marque, André Chardonnet, aligne un modèle identique, également préparé par l'usine, pour Bernard Darniche. Contrairement aux deux voitures officielles, chaussées par Pirelli, Darniche dispose de pneus Michelin. Quelques Stratos privées sont également présentes, dont les deux voitures de l'écurie Aseptogyl dirigée par Robert Neyret, confiées à Christine Dacremont et Marianne Hoepfner. Il s'agit de versions 12 soupapes (265 chevaux), également équipées de pneus Michelin.
- Fiat

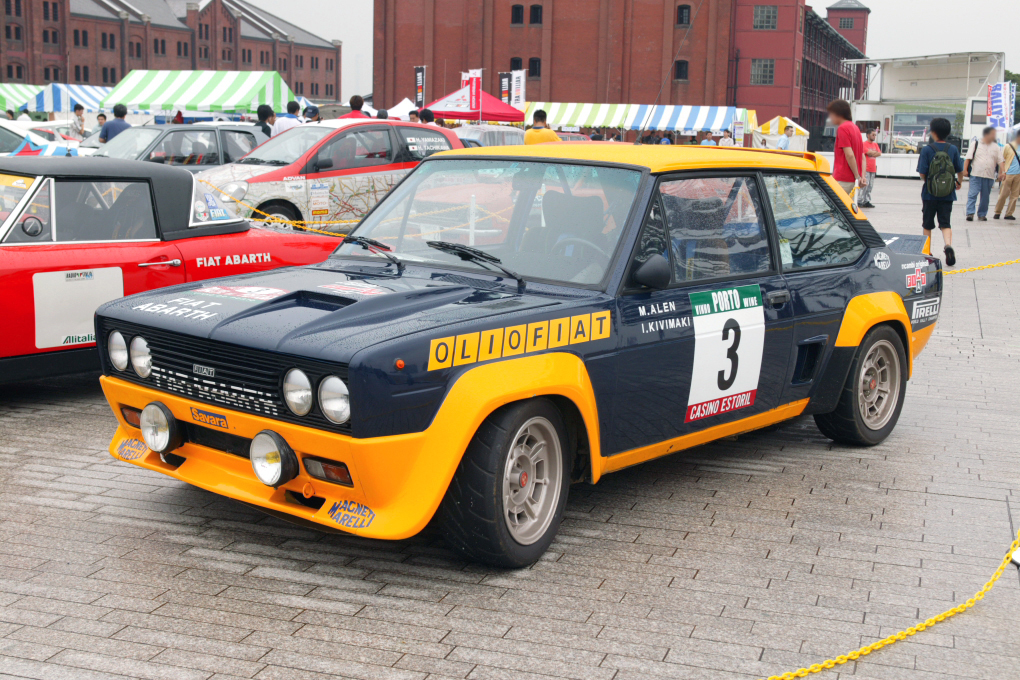
Quatre 131 Abarth groupe 4 seront au départ

Le constructeur turinois a engagé trois 131 Abarth groupe 4 (950 kg, moteur quatre cylindres, deux litres, injection Kugelfischer, seize soupapes, 225 chevaux) pour Markku Alén, Maurizio Verini et Fulvio Bacchelli. Bénéficiant du soutien de l'usine, l'écurie Fiat France, animée par Jean Vinatier, aligne un modèle identique pour Jean-Claude Andruet. Ces quatre voitures sont équipées de pneus Pirelli.
- Seat

La filiale espagnole du groupe Fiat aligne trois voitures : deux Seat 124 D Especial, tout récemment homologuées en groupe 4 (900 kg, 1840 cm3, 16 soupapes, 210 chevaux, pneus Michelin) pour Antonio Zanini et Salvador Cañellas, et une 1430 Especial groupe 4 de la saison passée (970 kg, 1800 cm3, 16 soupapes, 190 chevaux, pneus Pirelli) pour Salvador Servià.
- Opel

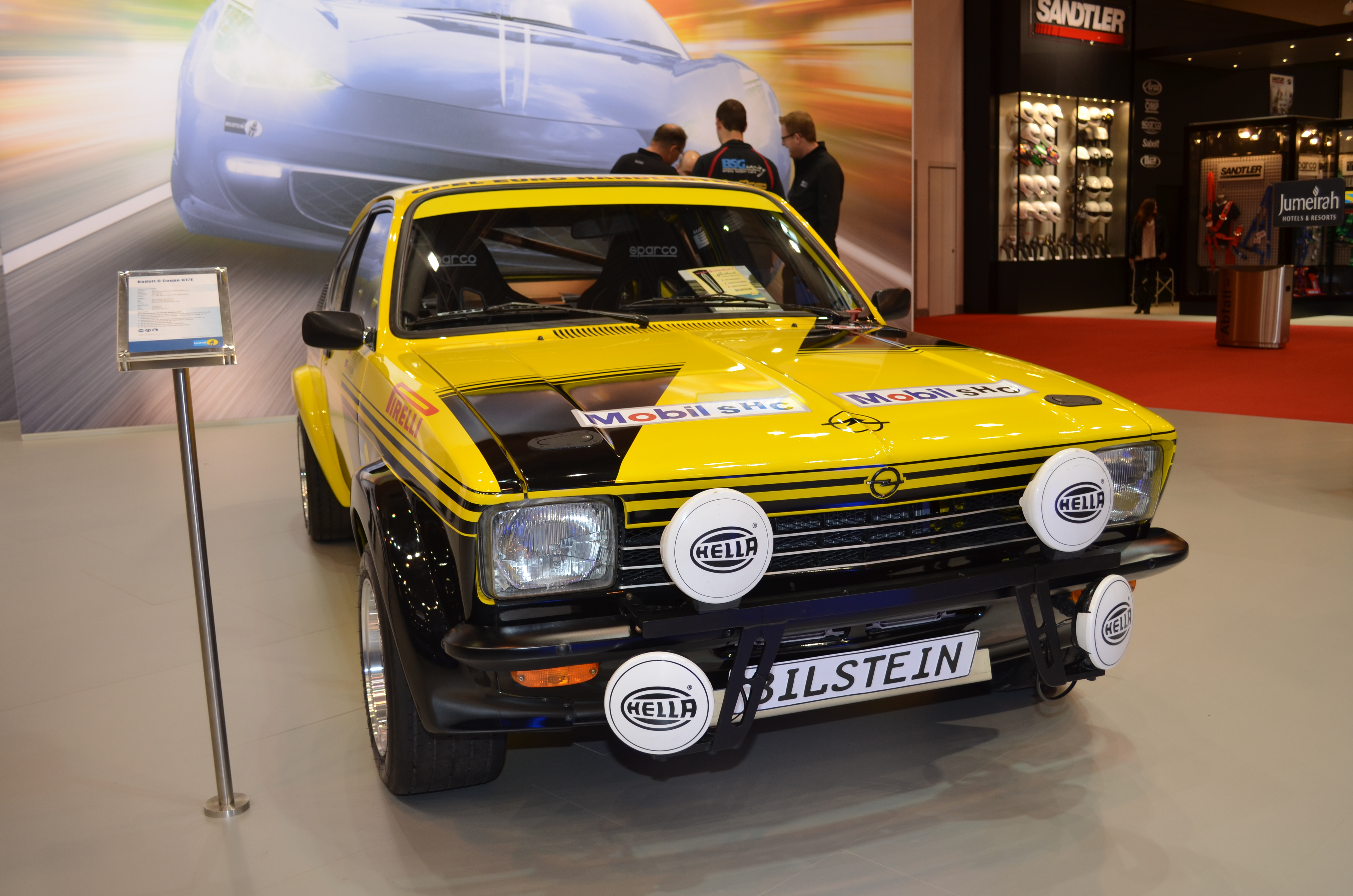
Une Opel Kadett GT/E groupe 4 aux couleurs de l'Euro Händler Team.

Représentant officiellement la marque allemande, l'Euro Händler Team a engagé trois Kadett GT/E groupe 4 (moteur quatre cylindres, deux litres, 240 chevaux, pneus Pirelli), confiées à Walter Röhrl, Jean-Pierre Nicolas et Jerzy Landsberg. Le constructeur est également représenté par l'importateur hollandais qui aligne une Kadett GT/E  groupe 1 (environ 130 chevaux, pneus Michelin) pour le pilote suédois Lars Carlsson. De nombreux pilotes privés pilotent des Kadett GT/E parmi lesquels Henry Greder et Jürgen Barth (groupe 1), Raymond Chianéa (groupe 2) et Rob Slotemaker (groupe 4).
- Alpine-Renault

Le constructeur dieppois ne participe pas officiellement au championnat du monde. Guy Fréquelin a réussi à trouver in extremis le budget pour engager une A310 groupe 4, sous les couleurs 'Christine Laure'. Il s'agit d'une version à moteur quatre cylindres préparé par Mignotet (900 kg, 1980 cm3, 200 chevaux), la version V6 n'étant pas encore homologuée. Le team Aseptogyl a engagé un modèle similaire pour la championne finlandaise Marketta Oksala. Ces voitures sont équipées de pneus Michelin. De nombreux pilotes privés s'alignent sur des berlinettes A110, les plus en vue étant Franz Hummel en groupe 4, Christian Nahon et Dominique de Meyer en groupe 3.
- Polski-Fiat

Le constructeur polonais a engagé trois 125P groupe 4 (1800 cm3, 190 chevaux) pour Tomasz Ciecierzyński, Marian Bień et Maciej Stawowiak.
- Porsche

Dix-sept pilotes indépendants représentent le constructeur allemand. Parmi les équipages les plus en vue, on remarque les Carrera de Bernard Béguin, Francis Bondil et Nicolas Koob en groupe 4 (moteur trois litres, 285 chevaux), ainsi que celles de Christian Lunel, Gérard Swaton et Christian Gardavot qui seront favorites en groupe 3.
- Škoda

Škoda a engagé trois coupé 130 RS groupe 2 (800 kg, moteur arrière, 1300 cm3, 120 chevaux à 7800 tr/min), confiées aux pilotes tchèques Miloslav Zapadlo, Václav Blahna et Svatopluk Kvaizar. Bien que d'une puissance modeste, les 130 RS, très agiles en montagne, comptent parmi les favorites de leur groupe.
- Autobianchi

Au côté de la Lancia de Darniche, André Chardonnet a engagé quatre A112 Abarth groupe 2, pour Michèle Mouton, Jean-Pierre Malcher, Claude Laurent et Pierre Pagani. Le petit moteur de 1050 cm3 développe 95 chevaux dans la version à deux carburateurs double corps dont dispose Malcher, 85 chevaux pour les autres équipées d'un seul carburateur double corps.
- Simca

Parmi les 17 Rallye II engagées se font surtout remarquer celles de la bande du Stars Racing Team, animée par le pittoresque Moustache. L'équipe comprend les deux versions groupe 2 (120 chevaux) de l'acteur Jean-Louis Trintignant et du cascadeur Rémy Julienne, ainsi que les quatre groupe 1 de l'acteur Serge Marquand, du chanteur et acteur Guy Marchand, du réalisateur Gérard Pirès et celle de Moustache. Ce dernier, navigué par le boxeur Jean-Claude Bouttier, aborde l'épreuve très détendu, comme en témoigne son système de notes, limité aux expressions : « "Bourre !", "Regarde si c'est beau", "Qu'est-ce qu'on mange ce soir ?" ou "Tes deux mains sur le volant !" », dans l'ordre des difficultés... À l'opposé, les autres membres de l'équipe ont apporté un soin particulier dans la préparation de ce rallye.
- BMW

Les BMW 2002 des pilotes indépendants Christian Dorche et Beny Fernández comptent parmi les favorites en groupe 1.
- Ford

Sept Escort RS2000, toutes aux mains de pilotes indépendants, animeront les groupes 1 et 2.
- Volkswagen

Le meilleur représentant de la marque est Jean Ragnotti, qui faute d'un volant en groupe 4, a finalement accepté de s'engager sur une Golf GTI groupe 1 sponsorisée par l'école de pilotage de Serre Chevalier.

## Déroulement de la course

### Parcours de concentration
Les 198 équipages s'élancent de huit différentes villes européennes le samedi 22 janvier. 58 partent de Paris, 49 de Monte-Carlo, 25 de Rome, 23 de Copenhague, 19 d'Almería, 13 de Francfort, 7 de Varsovie et seulement 4 de Lisbonne. Les différents itinéraires, longs de plus de deux mille kilomètres, les conduisent à Gap le lundi 24 janvier, de nuit. Les parcours ne présentent pas de difficulté particulière, comprenant simplement des contrôles horaires. La concentration sera cependant fatale à onze équipages ; parmi les abandons notables, celui de l'Opel Kadett GT/E groupe 4 de Jean-Pierre Nicolas (moteur cassé) et celui de la Porsche de Christian Gardavot, un des favoris du groupe 3, sur sortie de route.

### Parcours de classement
Les 187 équipages repartent de Gap le lundi matin, en direction de Monte-Carlo. Trois épreuves spéciales étaient au programme de cette courte étape, mais la seconde, empruntant le col de Font-Belle, a été jugée trop enneigée et annulée par les organisateurs, réduisant de moitié la distance chronométrée. Les premiers concurrents abordent la première spéciale, au départ des Chanets peu après huit heures du matin. Les onze kilomètres alternent sol sec, neige fondue et verglas. Dans ces conditions difficiles, Guy Fréquelin tire le meilleur parti de son Alpine A310, devançant de 5 secondes la Fiat de Markku Alén, qui précède de peu ses coéquipiers Maurizio Verini et Fulvio Bacchelli. Sandro Munari (Lancia Stratos) est à 11 secondes, tandis que Jean-Claude Andruet, sur la voiture de Fiat France, a concédé 21 secondes à la suite d'un tête-à-queue. Cette hiérarchie va cependant être bouleversée, le verglas et la neige disparaissant progressivement, favorisant les concurrents partis plus tard. Porteur du numéro 22, le pilote privé italien Pittoni (Lancia Stratos) crée une première surprise en s'approchant à six secondes de Fréquelin, devançant les Lancia officielles. Et lorsque s'élancent les concurrents porteurs d'un numéro supérieur à 100, la chaussée est sèche, autorisant le montage des pneus 'Racing'. Le pilote amateur Alain Beauchef va alors tirer le meilleur parti de son ancienne Ford Escort groupe 2, battant de 5 secondes le temps de Fréquelin, prenant la tête du rallye devant tous les pilotes professionnels !

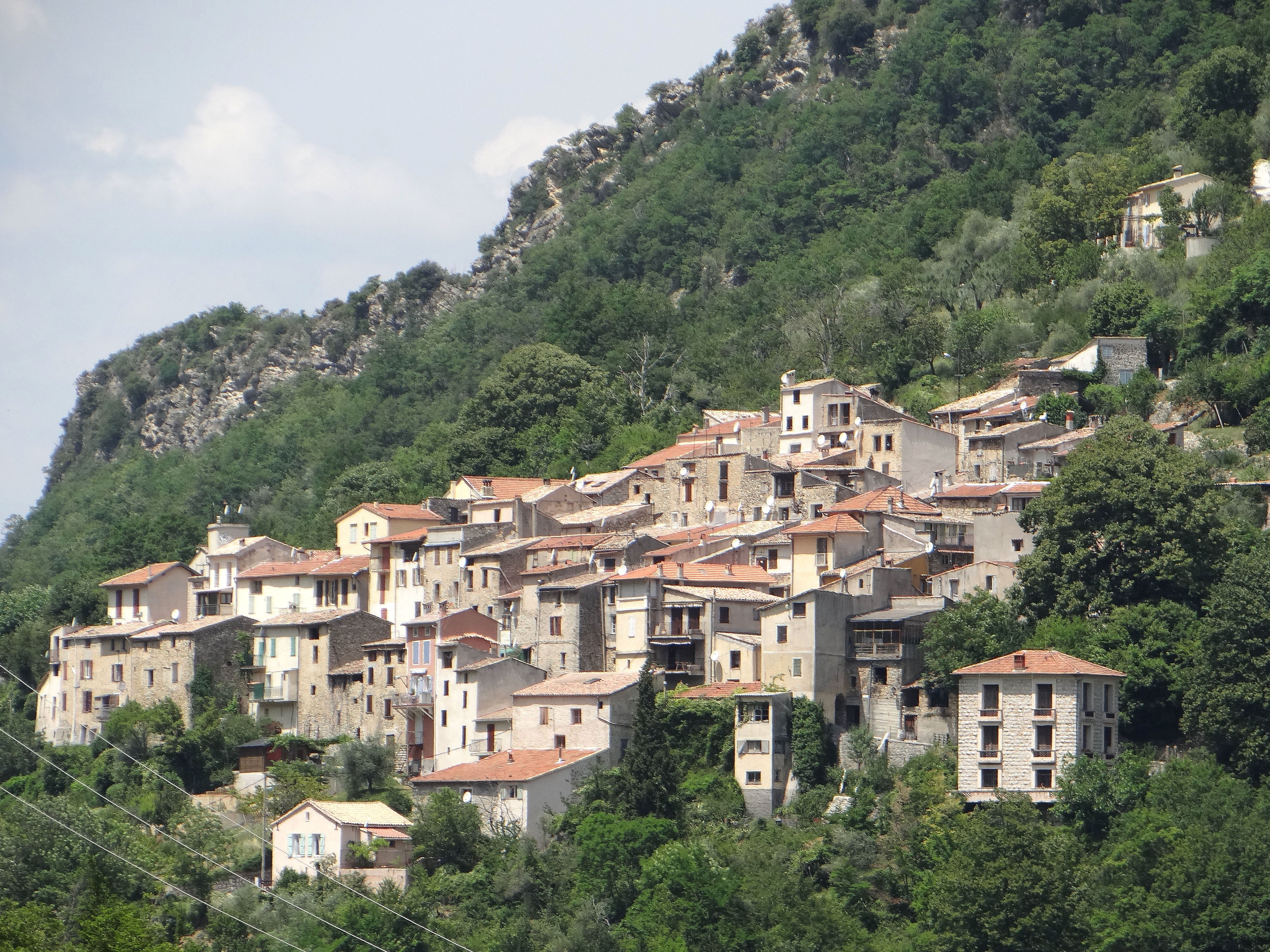
Conségudes, sur le trajet de la dernière spéciale du parcours de classement.

Le secteur chronométré suivant, au départ de Roquesteron, est entièrement sec. Les Lancia Stratos peuvent exploiter toute leur puissance : elles réalisent les trois meilleurs temps, Raffaele Pinto devançant ses coéquipiers Sandro Munari et Bernard Darniche. Fréquelin n'est qu'à une poignée de secondes, juste devant Andruet. Munari prend la tête du rallye, avec une seule seconde d'avance sur Fréquelin. Viennent ensuite les quatre Fiat d'Alen, Bacchelli, Verini et Andruet, groupés en quelques secondes. Quant à Pinto, il est remonté de la quatre-vingt-deuxième à la septième place du classement général ! Bernard Béguin a effectué une sortie de route ; le carter d'huile de la Porsche a éclaté, c'est l'abandon, tout comme Marianne Hoepfner (Lancia Stratos), également sortie dans ce secteur. À Monaco, à l'issue du parcours de classement, 177 équipages sont encore en course.
| Pos. | Pilote              | Copilote                | Voiture                 | Groupe | Temps       | Écart        |
| ---- | ------------------- | ----------------------- | ----------------------- | ------ | ----------- | ------------ |
| 1    | Sandro Munari       | Silvio Maiga            | Lancia Stratos HF       | 4      | 22 min 00 s |              |
| 2    | Guy Fréquelin       | Jacques Delaval         | Alpine A310             | 4      | 22 min 01 s | + 1 s        |
| 3    | Markku Alén         | Ilkka Kivimäki          | Fiat 131 Abarth         | 4      | 22 min 10 s | + 10 s       |
| 4    | Fulvio Bacchelli    | Francesco Rossetti      | Fiat 131 Abarth         | 4      | 22 min 13 s | + 13 s       |
| 5    | Maurizio Verini     | 'Ninni' Russo           | Fiat 131 Abarth         | 4      | 22 min 16 s | + 16 s       |
| 6    | Jean-Claude Andruet | 'Biche'                 | Fiat 131 Abarth         | 4      | 22 min 25 s | + 25 s       |
| 7    | Raffaele Pinto      | Arnaldo Bernacchinni    | Lancia Stratos HF       | 4      | 22 min 29 s | + 29 s       |
| 8    | Bernard Darniche    | Alain Mahé              | Lancia Stratos HF       | 4      | 22 min 32 s | + 32 s       |
| 9    | Walter Röhrl        | Willi-Peter Pitz        | Opel Kadett GT/E        | 4      | 22 min 42 s | + 42 s       |
| 10   | Francis Bondil      | Denise Emmanuelli       | Porsche Carrera         | 4      | 23 min 10 s | + 1 min 10 s |
| 11   | Christian Lunel     | Martine Cordesse        | Porsche Carrera         | 3      | 23 min 19 s | + 1 min 19 s |
| 12   | Christian Dorche    | Jean-Bernard Vieu       | BMW 2002 Tii            | 1      | 23 min 22 s | + 1 min 22 s |
| 13   | Patrick Jurain      | Pierre Chevalier        | Ford Escort RS2000      | 1      | 23 min 30 s | + 1 min 30 s |
| 14   | Salvador Cañellas   | Daniel Ferrater         | Seat 124D Especial 1800 | 4      | 23 min 36 s | + 1 min 36 s |
| 15   | Christine Dacremont | Colette Galli           | Lancia Stratos HF       | 4      | 23 min 42 s | + 1 min 42 s |
| 16   | Aloyse Kridel       | Paul Dunkel             | Ford Escort RS2000      | 2      | 23 min 44 s | + 1 min 44 s |
| 17   | Franz Hummel        | Jean-François Fauchille | Alpine A110             | 4      | 23 min 47 s | + 1 min 47 s |
| 17=  | Christian Nahon     | Jean-Louis Alric        | Alpine A110 1800        | 3      | 23 min 47 s | + 1 min 47 s |
| 19   | Raymond Chianéa     | Jean Chianéa            | Opel Kadett GT/E        | 2      | 23 min 49 s | + 1 min 49 s |
| 20   | Beny Fernández      | Miguel Brasa            | BMW 2002 Ti             | 1      | 23 min 50 s | + 1 min 50 s |

### Parcours commun
Les équipages reprennent la route le mardi matin après une nuit de repos, et se dirigent vers le col de Turini, première spéciale de la journée, longue de 7 kilomètres, en grande partie enneigée. Darniche s'y montre le plus rapide, devant les Fiat d'Alén et Bacchelli. Munari reste en tête, mais pour deux seconde Alén a délogé Fréquelin de la deuxième place du classement général. L'épreuve suivante ne comprend que quelques lacets enneigés, mais les concurrents gardent quand même leurs pneus cloutés, la descente en lacets s'avérant dangereuse. Munari s'impose et conforte sa première place, comptant désormais plus de 40 secondes d'avance sur les Fiat de Verini et Bacchelli, qui ont débordé leur coéquipier Alén. Walter Röhrl a abandonné, moteur cassé ; il n'y a plus une seule Opel officielle en course ! Pinto est sorti de la route et a perdu plus de cinq minutes, chutant à la quarante-deuxième place. Le secteur suivant est très verglacé, et Francis Bondil encastre sa Porsche dans un poteau télégraphique, abandonnant sur place. Alén y réalise le meilleur temps et reprend la seconde place. Il accuse alors 52 secondes de retard sur Munari. Verini suit à 9 secondes, Fréquelin à 15, alors que Bacchelli n'est plus que dixième, ayant perdu plus de trois minutes à cause d'une sortie de route. La spéciale suivante, à Notre-Dame du Laus, est enneigée sur trois des douze kilomètres. La plupart des concurrents sont en pneus cloutés. Fréquelin tente le pari de monter des pneus 'Racing'. Il se montre le plus rapide sur la portion sèche, rattrapant presque Munari parti une minute devant lui. Mais il se fait piéger par une plaque de verglas et sort légèrement de la route, endommageant un triangle de suspension avant. Il parvient à terminer l'épreuve, mais abandonne aussitôt après. Verini est également sorti, renonçant sur place. Darniche est désormais troisième, derrière Munari et Alén, et juste devant Andruet.
Les concurrents rejoignent Gap, où la course est neutralisée durant deux heures. L'endroit est fatal à Darniche : en ralliant le point d'assistance Michelin, il est pris dans un embouteillage (il est alors 18 heures) et percute un break Ami 8 en doublant une file ; une roue avant de la Stratos a reculé et le pilote français doit abandonner. La victoire se dessine pour Munari, les Fiat étant moins rapides sur des routes principalement sèches, et son coéquipier Pinto accusant un retard trop important pour constituer une menace. En cinq spéciales, son avance sur Alèn va passer de 41 secondes (à Gap) à près de deux minutes. Andruet est alors troisième, une minute derrière Alén. Mais le pilote français, gêné en début de course par une mauvaise répartition du freinage, une fois ses problèmes résolus, est passé à l'attaque. Et dans les seize kilomètres de la spéciale de Saint-Pierreville, que les premiers équipages abordent sous un brouillard intense, il réalise l'exploit de reprendre une minute et demie à Munari et une à Alén, qu'il détrône de la seconde place du classement général. La lutte en tête va cependant en rester là : Lancia et Fiat appartenant au même groupe, le directeur sportif Cesare Fiorio impose à Andruet de lever le pied, voulant éviter toute lutte fratricide alors que la victoire d'une de ses voitures est pratiquement assurée, les principaux adversaires ayant tous abandonné. Dans les secteurs suivants, Andruet va respecter la consigne, et c'est avec plus de trois minutes d'avance sur Alén et Andruet, séparés d'une seconde, que Munari regagne le parc fermé de Monaco, le mercredi soir. Pinto a effectué une belle remontée à la quatrième place, précédant désormais la Fiat de Bacchelli et les deux Seat d'Antonio Zanini et de Salvador Cañellas. Avec deux Stratos, trois 131 Abarth et deux Seat aux sept premières places, le groupe Fiat domine totalement l'épreuve. Derrière, on note les très belles prestations de Christian Lunel, huitième et en tête du groupe 3 sur sa Porsche, et de Christian Dorche, dixième sur sa BMW groupe 1. 119 équipages ont rallié Monaco, mais seuls les 60 premiers sont qualifiés pour le parcours final.
| Pos. | Pilote              | Copilote                | Voiture                 | Groupe | Temps           | Écart         |
| ---- | ------------------- | ----------------------- | ----------------------- | ------ | --------------- | ------------- |
| 1    | Sandro Munari       | Silvio Maiga            | Lancia Stratos HF       | 4      | 4 h 00 min 47 s |               |
| 2    | Markku Alén         | Ilkka Kivimäki          | Fiat 131 Abarth         | 4      | 4 h 03 min 54 s | + 3 min 07 s  |
| 3    | Jean-Claude Andruet | 'Biche'                 | Fiat 131 Abarth         | 4      | 4 h 03 min 55 s | + 3 min 08 s  |
| 4    | Raffaele Pinto      | Arnaldo Bernacchinni    | Lancia Stratos HF       | 4      | 4 h 06 min 24 s | + 5 min 37 s  |
| 5    | Fulvio Bacchelli    | Francesco Rossetti      | Fiat 131 Abarth         | 4      | 4 h 12 min 20 s | + 11 min 33 s |
| 6    | Antonio Zanini      | Juan Petisco            | Seat 124D Especial 1800 | 4      | 4 h 13 min 38 s | + 12 min 51 s |
| 7    | Salvador Cañellas   | Daniel Ferrater         | Seat 124D Especial 1800 | 4      | 4 h 13 min 54 s | + 13 min 07 s |
| 8    | Christian Lunel     | Martine Cordesse        | Porsche Carrera         | 3      | 4 h 14 min 46 s | + 13 min 59 s |
| 9    | Franz Hummel        | Jean-François Fauchille | Alpine A110             | 4      | 4 h 20 min 26 s | + 19 min 39 s |
| 10   | Christian Dorche    | Jean-Bernard Vieu       | BMW 2002 Tii            | 1      | 4 h 20 min 39 s | + 19 min 52 s |
| 11   | Gérard Swaton       | Bernard Cordesse        | Porsche Carrera         | 3      | 4 h 20 min 50 s | + 20 min 03 s |
| 12   | Salvador Servià     | Jorge Sabater           | Seat 1430               | 4      | 4 h 22 min 16 s | + 21 min 29 s |
| 13   | Christine Dacremont | Colette Galli           | Lancia Stratos HF       | 4      | 4 h 23 min 12 s | + 22 min 25 s |
| 14   | Jerzy Landsberg     | Marek Muszynski         | Opel Kadett GT/E        | 4      | 4 h 24 min 05 s | + 23 min 18 s |
| 15   | Lars Carlsson       | Bob de Jong             | Opel Kadett GT/E        | 1      | 4 h 26 min 12 s | + 25 min 25 s |

### Parcours final

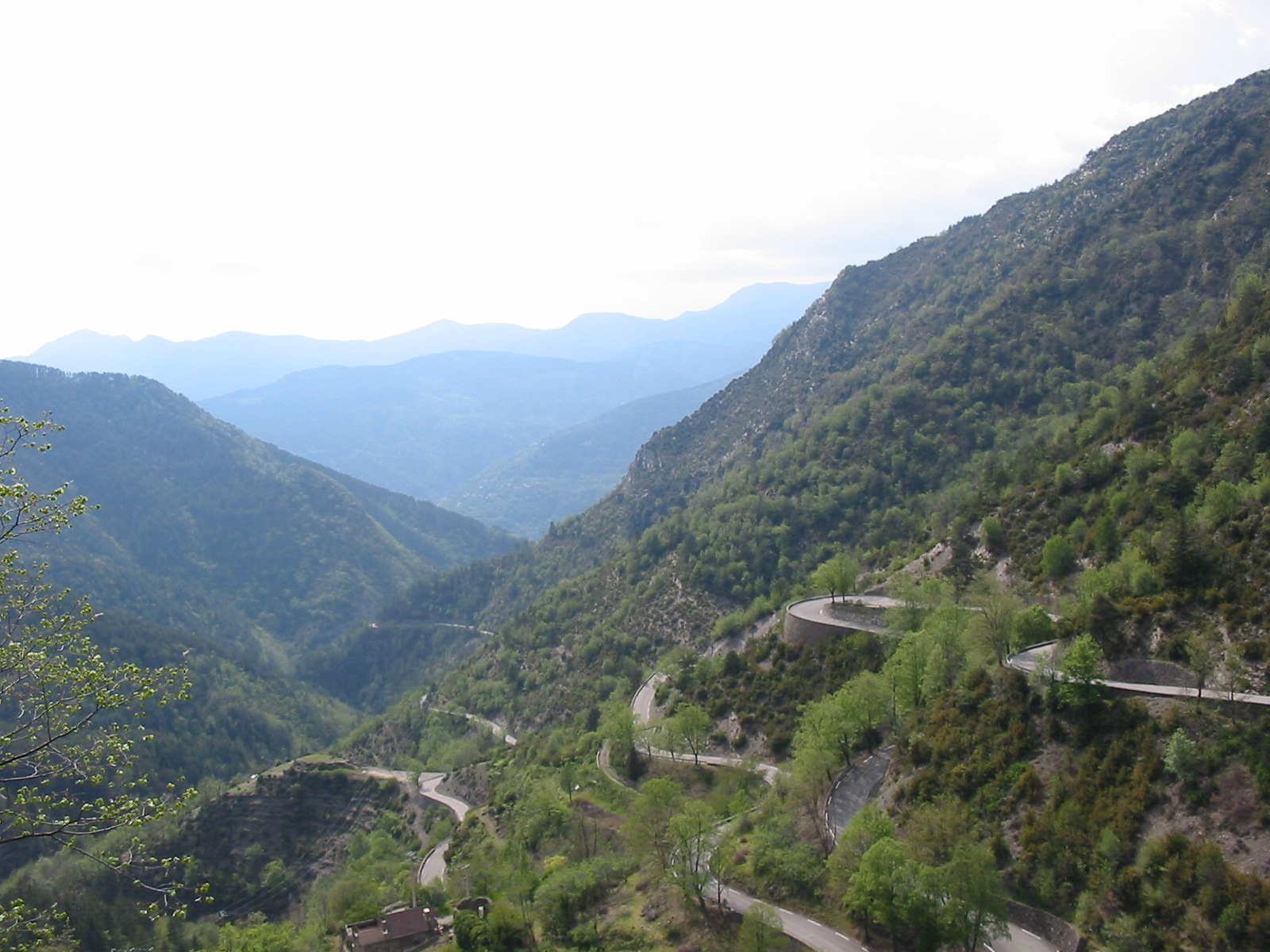
La spéciale du col de Turini, disputée à deux reprises au cours du parcours final.

Les soixante concurrents restant en lice repartent de Monaco le jeudi pour deux boucles dans l'arrière-pays niçois, les départs s'échelonnant de 18 heures 30 à 19 heures 30. Neuf spéciales sont à parcourir. Sauf incident, Munari a pratiquement course gagnée, les consignes données aux pilotes Fiat le protégeant de toute menace directe. L'enneigement est faible, mais de la glace est présente en haut des cols, incitant la plupart des pilotes à opter pour des pneus cloutés. Pinto n'ira pas très loin, moteur cassé dans l'épreuve du col de la Madone. Toujours deuxième au général, Alén a repris quelques secondes à Andruet, mais le pilote finlandais rencontre peu après des problèmes électriques sur le secteur routier. Lourdement pénalisé, il dispute néanmoins la spéciale du Turini, mais deux kilomètres après le départ il est à nouveau en panne. Redescendant en roue libre à contre-sens pour tenter de réparer, il est aussitôt disqualifié. Andruet reprend la seconde place, comptant trois minutes et demie de retard sur Munari à l'issue du premier passage du Turini. Bacchelli est désormais troisième, mais accuse un retard de près de treize minutes sur la Lancia de tête. La cause semble entendue lorsque la Stratos de Munari commence à avoir des problèmes électriques ; après le second passage du col de la Madone, Andruet s'est rapproché à 1 min 19 s du leader, relançant la course. Le suspense va être de courte durée, les mécaniciens de Lancia réglant rapidement le problème. Munari creuse à nouveau l'écart, portant en deux spéciales son avance à plus de deux minutes. Bacchelli, qui continuait à attaquer, est sorti au deuxième passage de Saint-Sauveur et a dû abandonner, offrant la troisième place à la Seat de Zanini. Les hommes de tête ne prennent dès lors plus aucun risque, et dans la toute dernière spéciale, à la surprise générale, c'est Jean Ragnotti qui, au volant de sa modeste Volkswagen Golf de série réalise le meilleur temps absolu, ayant pris tous les risques dans la descente de la Madone. Quarante-sixième à l'issue du parcours commun (ayant perdu dix-huit minutes dans la spéciale de Saint-Jean-en-Royans), le pilote français a regagné vingt-huit places dans le parcours final ! Munari remporte son quatrième 'Monte-Carlo', après avoir mené pratiquement de bout en bout. Andruet est deuxième devant les Seat de Zanini et Cañellas. Un problème de transmission a coûté la victoire en groupe 3 à Lunel, et c'est une autre Porsche, celle de Gérard Swaton, cinquième, qui remporte la catégorie. Très retardée en début de course, Christine Dacremont (Lancia Stratos Aseptogyl) termine sixième et s'adjuge la coupe des dames. La belle performance de Dorche, vainqueur du groupe 1 et septième au classement absolu, n'est pas récompensée, sa BMW étant disqualifiée peu après l'arrivée pour cylindrée excessive (13 cm3 au dessus de la tolérance), offrant la victoire de groupe à Lars Carlsson (Opel Kadett).

### Classements intermédiaires
Classements intermédiaires des pilotes après chaque épreuve spéciale
La deuxième épreuve spéciale (Col de Font-Belle) a été annulée

### Classement général
| Pos | No  | Pilote              | Copilote         | Voiture                 | Temps           | Écart         | Groupe |
| --- | --- | ------------------- | ---------------- | ----------------------- | --------------- | ------------- | ------ |
| 1   | 1   | Sandro Munari       | Silvio Maiga     | Lancia Stratos HF       | 6 h 36 min 13 s |               | 4      |
| 2   | 2   | Jean-Claude Andruet | 'Biche'          | Fiat 131 Abarth         | 6 h 38 min 29 s | + 2 min 16 s  | 4      |
| 3   | 12  | Antonio Zanini      | Juan Petisco     | Seat 124D Especial 1800 | 6 h 47 min 07 s | + 10 min 54 s | 4      |
| 4   | 18  | Salvador Cañellas   | Daniel Ferrater  | Seat 124D Especial 1800 | 6 h 55 min 03 s | + 18 min 50 s | 4      |
| 5   | 39  | Gérard Swaton       | Bernard Cordesse | Porsche Carrera         | 6 h 59 min 17 s | + 23 min 04 s | 3      |
| 6   | 14  | Christine Dacremont | Colette Galli    | Lancia Stratos HF       | 7 h 01 min 10 s | + 24 min 57 s | 4      |
| 7   | 24  | Salvador Servià     | Jorge Sabater    | Seat 1430               | 7 h 02 min 08 s | + 25 min 55 s | 4      |
| 8   | 100 | Dominique de Meyer  | Omer Veran       | Alpine A110 1800        | 7 h 05 min 15 s | + 29 min 02 s | 3      |
| 9   | 21  | Nicolas Koob        | Nico Demuth      | Porsche Carrera         | 7 h 07 min 20 s | + 31 min 07 s | 4      |
| 10  | 15  | Lars Carlsson       | Bob de Jong      | Opel Kadett GT/E        | 7 h 08 min 56 s | + 32 min 43 s | 1      |

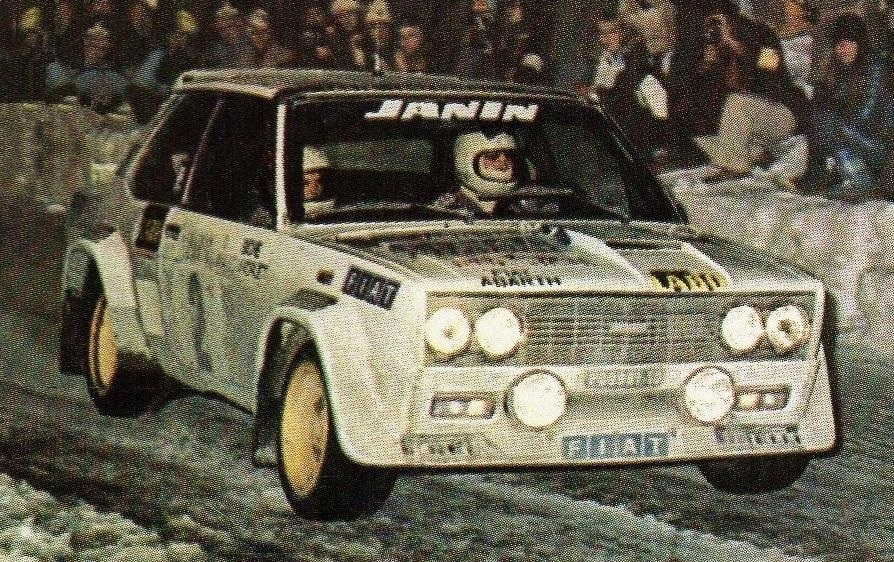
Jean-Claude Andruet, vu ici dans le col de Turini, termine second de la course sur sa Fiat 131 Abarth.

- Déclassé pour cylindrée non conforme, l'équipage Christian Dorche - Jean-Bernard Vieu (BMW 2002) occupait à l'arrivée la première place du groupe 1 et la septième place au classement général, à 25 min 44 s du vainqueur.

### Classements par groupe

#### Groupe 1
| Pos | no  | Pilote                 | Copilote         | Voiture          | Temps           | Écart        | Class. général    |
| --- | --- | ---------------------- | ---------------- | ---------------- | --------------- | ------------ | ----------------- |
| 1   | 15  | Lars Carlsson          | Bob de Jong      | Opel Kadett GT/E | 7 h 08 min 56 s |              | 10e à 32 min 43 s |
| 2   | 106 | Jean-Jacques Enjalbert | Alain Ricciardi  | Opel Kadett GT/E | 7 h 14 min 15 s | + 5 min 19 s | 14e à 38 min 02 s |
| 3   | 28  | Henry Greder           | Régine 'Céligny' | Opel Kadett GT/E | 7 h 16 min 41 s | + 6 min 45 s | 16e à 39 min 28 s |

#### Groupe 2

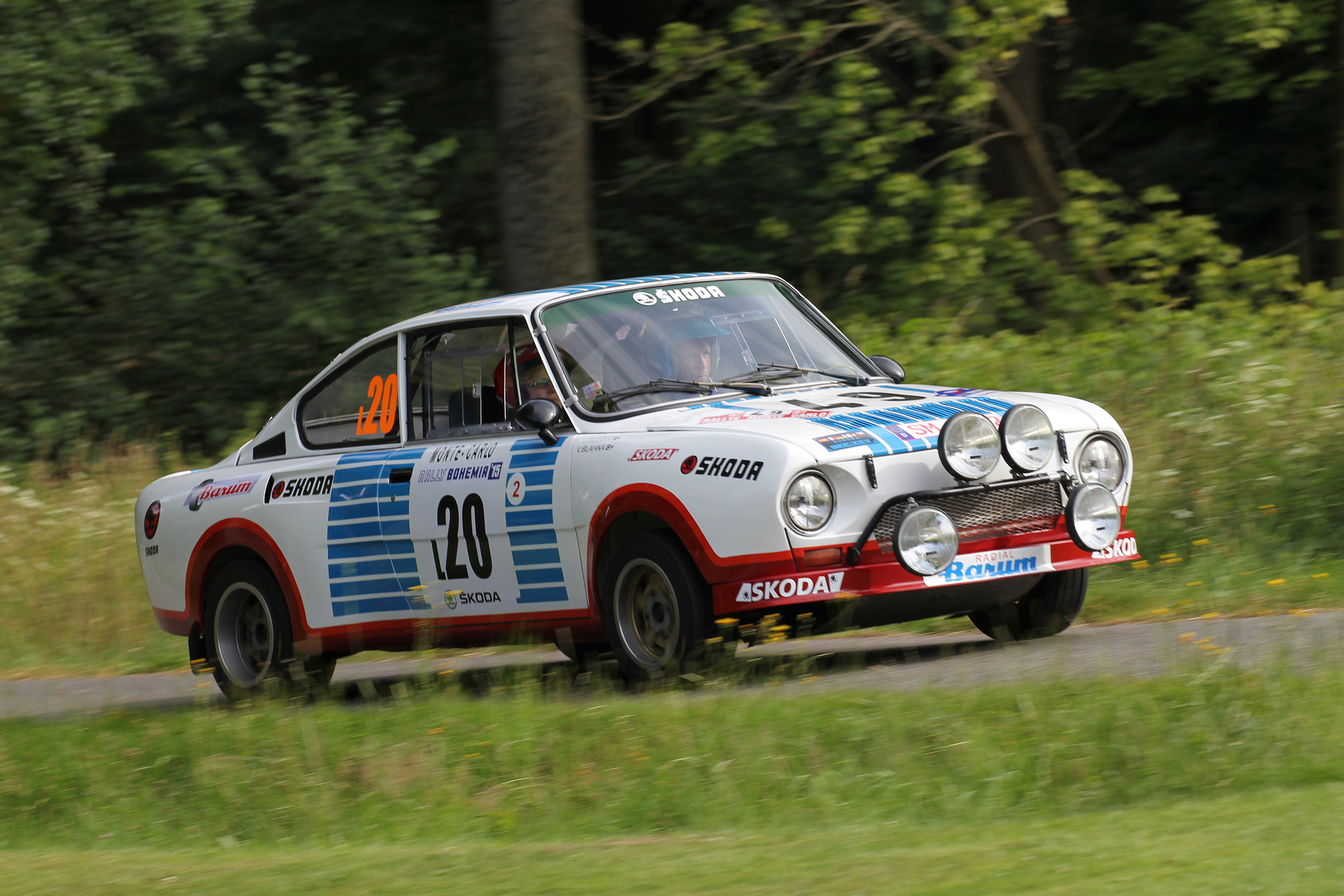
Doublé en groupe 2 pour la Škoda 130RS.

| Pos | no | Pilote           | Copilote        | Voiture                 | Temps           | Écart         | Class. général    |
| --- | -- | ---------------- | --------------- | ----------------------- | --------------- | ------------- | ----------------- |
| 1   | 49 | Václav Blahna    | Lubislav Hlavka | Škoda 130 RS            | 7 h 12 min 38 s |               | 12e à 36 min 25 s |
| 2   | 44 | Miloslav Zapadlo | Jiri Motal      | Škoda 130 RS            | 7 h 15 min 05 s | + 2 min 27 s  | 15e à 38 min 52 s |
| 3   | 56 | Claude Laurent   | Jacques Marché  | Autobianchi A112 Abarth | 7 h 23 min 47 s | + 11 min 09 s | 19e à 47 min 34 s |

#### Groupe 3
| Pos | no  | Pilote             | Copilote         | Voiture          | Temps           | Écart         | Class. général    |
| --- | --- | ------------------ | ---------------- | ---------------- | --------------- | ------------- | ----------------- |
| 1   | 39  | Gérard Swaton      | Bernard Cordesse | Porsche Carrera  | 6 h 59 min 17 s |               | 5e à 23 min 04 s  |
| 2   | 100 | Dominique de Meyer | Omer Veran       | Alpine A110 1800 | 7 h 05 min 15 s | + 5 min 58 s  | 8e à 29 min 02 s  |
| 3   | 98  | Christian Nahon    | Jean-Louis Alric | Alpine A110 1800 | 7 h 12 min 04 s | + 12 min 47 s | 11e à 35 min 51 s |

#### Groupe 4
| Pos | no | Pilote              | Copilote     | Voiture                 | Temps           | Écart         | Class. général   |
| --- | -- | ------------------- | ------------ | ----------------------- | --------------- | ------------- | ---------------- |
| 1   | 1  | Sandro Munari       | Silvio Maiga | Lancia Stratos HF       | 6 h 36 min 13 s |               | Vainqueur absolu |
| 2   | 2  | Jean-Claude Andruet | 'Biche'      | Fiat 131 Abarth         | 6 h 38 min 29 s | + 2 min 16 s  | 2e à 2 min 16 s  |
| 3   | 12 | Antonio Zanini      | Juan Petisco | Seat 124D Especial 1800 | 6 h 47 min 07 s | + 10 min 54 s | 3e à 10 min 54 s |

### Hommes de tête
- ES1 à ES2 :  Alain Beauchef -  Jean-René Dubois (Ford Escort RS2000)
- ES3 à ES27 :  Sandro Munari -  Silvio Maiga (Lancia Stratos HF)

### Vainqueurs d'épreuves spéciales
- Sandro Munari -  Silvio Maiga (Lancia Stratos HF) : 8 spéciales (ES 5, 9, 12, 15, 19 à 21, 25)
- Raffaele Pinto -  Arnaldo Bernacchinni (Lancia Stratos HF) : 7 spéciales (ES 3, 7, 8, 10, 16 à 18)
- Markku Alén -  Ilkka Kivimäki (Fiat 131 Abarth) : 3 spéciales (ES 6, 11, 14)
- Fulvio Bacchelli -  Francesco Rossetti (Fiat 131 Abarth) : 3 spéciales (ES 22 à 24)
- Alain Beauchef -  Jean-René Dubois (Ford Escort RS2000) : 1 spéciale (ES 1)
- Bernard Darniche -  Alain Mahé (Lancia Stratos HF) : 1 spéciale (ES 4)
- Antonio Zanini -  Juan Petisco (Seat 124D Especial 1800) : 1 spéciale (ES 13)
- Nicolas Koob -  Nico Demuth (Porsche Carrera) : 1 spéciale (ES 26)
- Jean Ragnotti -  Jean-Marc Andrié (Volkswagen Golf GTI) : 1 spéciale (ES 27)

## Résultats des principaux engagés
| No  | Pilote                 | Copilote                | Voiture                 | Groupe | Classement général                                           | Class. groupe |
| --- | ---------------------- | ----------------------- | ----------------------- | ------ | ------------------------------------------------------------ | ------------- |
| 1   | Sandro Munari          | Silvio Maiga            | Lancia Stratos HF       | 4      | 1er                                                          | 1er           |
| 2   | Jean-Claude Andruet    | 'Biche'                 | Fiat 131 Abarth         | 4      | 2e à 2 min 16 s                                              | 2e            |
| 3   | Walter Röhrl           | Willi-Peter Pitz        | Opel Kadett GT/E        | 4      | ab. dans la 4e spéciale (moteur)                             | -             |
| 4   | Markku Alén            | Ilkka Kivimäki          | Fiat 131 Abarth         | 4      | ab. dans la 20e spéciale (électricité) - classé 54e          | 19e           |
| 5   | Raffaele Pinto         | Arnaldo Bernacchinni    | Lancia Stratos HF       | 4      | ab. dans la 19e spéciale (moteur) - classé 59e               | 20e           |
| 6   | Maurizio Verini        | 'Ninni' Russo           | Fiat 131 Abarth         | 4      | ab. dans la 7e spéciale (accident)                           | -             |
| 7   | Jean-Pierre Nicolas    | Jean Todt               | Opel Kadett GT/E        | 4      | ab. dans parcours de concentration (moteur)                  | -             |
| 8   | Bernard Darniche       | Alain Mahé              | Lancia Stratos HF       | 4      | ab. après la 7e spéciale (accident)                          | -             |
| 9   | Fulvio Bacchelli       | Francesco Rossetti      | Fiat 131 Abarth         | 4      | ab. dans la 25e spéciale (transmission) - classé 48e         | 17e           |
| 11  | Guy Fréquelin          | Jacques Delaval         | Alpine A310             | 4      | ab. après la 7e spéciale (accident)                          | -             |
| 12  | Antonio Zanini         | Juan Petisco            | Seat 124D Especial 1800 | 4      | 3e à 10 min 54 s                                             | 3e            |
| 14  | Christine Dacremont    | Colette Galli           | Lancia Stratos HF       | 4      | 6e à 24 min 57 s                                             | 5e            |
| 15  | Lars Carlsson          | Bob de Jong             | Opel Kadett GT/E        | 1      | 10e à 32 min 43 s                                            | 1er           |
| 16  | Jerzy Landsberg        | Marek Muszynski         | Opel Kadett GT/E        | 4      | 13e à 36 min 33 s                                            | 8e            |
| 17  | Francis Bondil         | Denise Emmanuelli       | Porsche Carrera         | 4      | ab. dans la 6e spéciale (accident)                           | -             |
| 18  | Salvador Cañellas      | Daniel Ferrater         | Seat 124D Especial 1800 | 4      | 4e à 18 min 50 s                                             | 4e            |
| 19  | Bernard Béguin         | Guy Gillot              | Porsche Carrera         | 4      | ab. dans la 3e spéciale (accident)                           | -             |
| 20  | Mariane Hoepfner       | Danièle Delaunay        | Lancia Stratos HF       | 4      | ab. après la 3e spéciale (suspension, après sortie de route) | -             |
| 21  | Nicolas Koob           | Nico Demuth             | Porsche Carrera         | 4      | 9e à 31 min 07 s                                             | 7e            |
| 22  | Leo Pittoni            | Gianpiero Bertocci      | Lancia Stratos HF       | 4      | ab. dans parcours commun (exclu)                             | -             |
| 23  | Tomasz Ciecierzyński   | Jacek Różański          | Polski Fiat 125P        | 4      | ab. dans parcours commun (roue)                              | -             |
| 24  | Salvador Servià        | Jorge Sabater           | Seat 1430               | 4      | 7e à 25 min 55 s                                             | 6e            |
| 25  | Marian Bień            | Janina Jedynak          | Polski Fiat 125P        | 4      | ab. dans parcours commun (transmission)                      | -             |
| 26  | Franz Hummel           | Jean-François Fauchille | Alpine A110             | 4      | 44e à 1 h 30 min 55 s                                        | 16e           |
| 27  | Christian Lunel        | Martine Cordesse        | Porsche Carrera         | 3      | ab. dans la 23e spéciale (transmission) - classé 51e         | 8e            |
| 28  | Henry Greder           | Régine 'Céligny'        | Opel Kadett GT/E        | 1      | 16e à 39 min 28 s                                            | 3e            |
| 29  | John Taylor            | John Jensen             | Ford Escort RS1800      | 4      | ab. dans la 8e spéciale (joint de culasse)                   | -             |
| 30  | Jean Ragnotti          | Jean-Marc Andrié        | Volkswagen Golf GTI     | 1      | 18e à 46 min 15 s                                            | 4e            |
| 31  | Rob Slotemaker         | André Jetten            | Opel Kadett GT/E        | 4      | 26e à 55 min 49 s                                            | 11e           |
| 32  | Marketta Oksala        | Yvonne Pratt            | Alpine A310             | 4      | 17e à 44 min 26 s                                            | 9e            |
| 33  | Pierre Bos             | Alain Raffestin         | Porsche Carrera         | 3      | 22e à 50 min 55 s                                            | 4e            |
| 35  | Maciej Stawowiak       | Jan Czyzyk              | Polski Fiat 125P        | 4      | ab. dans parcours commun (transmission)                      | -             |
| 37  | Michèle Mouton         | Françoise Conconi       | Autobianchi A112 Abarth | 2      | 24e à 55 min 09 s                                            | 5e            |
| 38  | Aloyse Kridel          | Paul Dunkel             | Ford Escort RS2000      | 2      | ab. dans la 7e spéciale (moteur)                             | -             |
| 39  | Gérard Swaton          | Bernard Cordesse        | Porsche Carrera         | 3      | 5e à 23 min 04 s                                             | 1er           |
| 43  | Christian Gardavot     | P. Beauchamp            | Porsche Carrera         | 3      | ab. dans parcours de concentration (sortie de route)         | -             |
| 44  | Miloslav Zapadlo       | Jiri Motal              | Škoda 130 RS            | 2      | 15e à 38 min 52 s                                            | 2e            |
| 49  | Václav Blahna          | Lubislav Hlavka         | Škoda 130 RS            | 2      | 12e à 36 min 25 s                                            | 1er           |
| 52  | Christian Dorche       | Jean-Bernard Vieu       | BMW 2002 Tii            | 1      | Disqualifié (cylindrée trop élevée) - était 7e               | -             |
| 54  | Svatopluk Kvaizar      | Jiri Kotek              | Škoda 130 RS            | 2      | ab. après la 18e spéciale (carter)                           | -             |
| 56  | Claude Laurent         | Jacques Marché          | Autobianchi A112 Abarth | 2      | 19e à 47 min 34 s                                            | 3e            |
| 59  | Pierre Pagani          | Xavier Carlotti         | Autobianchi A112 Abarth | 2      | non qualifié pour le parcours final (61e)                    | 17e           |
| 62  | Jean-Pierre Malcher    | François Chatriot       | Autobianchi A112 Abarth | 2      | 20e à 47 min 45 s                                            | 4e            |
| 64  | Jean-Louis Trintignant | Yves Jouanny            | Simca 1000 Rallye 2     | 2      | non qualifié pour le parcours final (68e)                    | 21e           |
| 67  | Rémy Julienne          | Christian Delferrier    | Simca 1000 Rallye 2     | 2      | 56e à 8 h 46 min 14 s                                        | 15e           |
| 71  | Gérard Pirès           | Jean-Jacques Lenne      | Simca 1000 Rallye 2     | 1      | ab. dans la 18e spéciale (moteur)                            | -             |
| 76  | Serge Marquand         | J. Perrin               | Simca 1000 Rallye 2     | 1      | non qualifié pour le parcours final (69e)                    | 17e           |
| 81  | Beny Fernández         | Miguel Brasa            | BMW 2002 Ti             | 1      | 50e à 6 h 31 min 30 s                                        | 12e           |
| 90  | Jürgen Barth           | Lothar Boschen          | Opel Kadett GT/E        | 1      | 41e à 1 h 16 min 29 s                                        | 9e            |
| 97  | Raymond Chianéa        | Jean Chianéa            | Opel Kadett GT/E        | 2      | 52e à 7 h 27 min 14 s                                        | 14e           |
| 98  | Christian Nahon        | Jean-Louis Alric        | Alpine A110 1800        | 3      | 11e à 35 min 51 s                                            | 3e            |
| 100 | Dominique de Meyer     | Omer Veran              | Alpine A110 1800        | 3      | 8e à 29 min 02 s                                             | 2e            |
| 106 | Jean-Jacques Enjalbert | Alain Ricciardi         | Opel Kadett GT/E        | 1      | 14e à 38 min 02 s                                            | 2e            |
| 152 | Alain Beauchef         | Jean-René Dubois        | Ford Escort RS2000      | 2      | ab. dans la 27e spéciale (pont arrière) - classé 46e         | 12e           |
| 214 | Patrick Jurain         | Pierre Chevalier        | Ford Escort RS2000      | 1      | ab. après la 12e spéciale (boîte de vitesses)                | -             |

## Classement du championnat à l'issue de la course
- attribution des points : 10, 9, 8, 7, 6, 5, 4, 3, 2, 1 respectivement aux dix premières marques de chaque épreuve, additionnés de 8, 7, 6, 5, 4, 3, 2, 1 respectivement aux huit premières de chaque groupe (seule la voiture la mieux classée de chaque constructeur marque des points). Les points de groupe ne sont attribués qu'aux concurrents ayant terminé dans les dix premiers au classement général.
- seuls les huit meilleurs résultats (sur onze épreuves) sont retenus pour le décompte final des points.

| Pos. | Marque         | Points | M-C  | SUE | POR | SAF | NZL | ACR | FIN | QUE | SAN | COR | RAC |
| ---- | -------------- | ------ | ---- | --- | --- | --- | --- | --- | --- | --- | --- | --- | --- |
| 1    | Lancia         | 18     | 10+8 |     |     |     |     |     |     |     |     |     |     |
| 2    | Fiat           | 16     | 9+7  |     |     |     |     |     |     |     |     |     |     |
| 3    | Seat           | 14     | 8+6  |     |     |     |     |     |     |     |     |     |     |
| 3=   | Porsche        | 14     | 6+8  |     |     |     |     |     |     |     |     |     |     |
| 5    | Alpine-Renault | 10     | 3+7  |     |     |     |     |     |     |     |     |     |     |
| 6    | Opel           | 9      | 1+8  |     |     |     |     |     |     |     |     |     |     |

### Classement provisoire de la Coupe FIA des pilotes
- attribution des points : 9, 6, 4, 3, 2, 1 respectivement aux six premiers de chaque épreuve. Sont retenus pour le décompte final les cinq meilleurs résultats des onze épreuves mondiales (catégorie A), les deux meilleurs résultats des cinq rallyes sélectifs du Championnat d'Europe (catégorie B) et les deux meilleurs résultats des quatre autres rallyes sélectifs (catégorie C).

| Pos. | Pilote              | Marque  | Points | M-C (A) | ARC (B) | SUE (A) | POR (A) | SAF (A) | NZL (A) | ACR (A) | GIR (C) | AFS (C) | POL (B) | FIN (A) | SM (B) | QUE (A) | TdF (B) | SAN (A) | AUS (C) | CAT (B) | COR (A) | RAC (A) | BAN (C) |
| ---- | ------------------- | ------- | ------ | ------- | ------- | ------- | ------- | ------- | ------- | ------- | ------- | ------- | ------- | ------- | ------ | ------- | ------- | ------- | ------- | ------- | ------- | ------- | ------- |
| 1    | Sandro Munari       | Lancia  | 9      | 9       |         |         |         |         |         |         |         |         |         |         |        |         |         |         |         |         |         |         |         |
| 2    | Jean-Claude Andruet | Fiat    | 6      | 6       |         |         |         |         |         |         |         |         |         |         |        |         |         |         |         |         |         |         |         |
| 3    | Antonio Zanini      | Seat    | 4      | 4       |         |         |         |         |         |         |         |         |         |         |        |         |         |         |         |         |         |         |         |
| 4    | Salvador Cañellas   | Seat    | 3      | 3       |         |         |         |         |         |         |         |         |         |         |        |         |         |         |         |         |         |         |         |
| 5    | Gérard Swaton       | Porsche | 2      | 2       |         |         |         |         |         |         |         |         |         |         |        |         |         |         |         |         |         |         |         |
| 6    | Christine Dacremont | Lancia  | 1      | 1       |         |         |         |         |         |         |         |         |         |         |        |         |         |         |         |         |         |         |         |